# Hermosa Open Web

Hermosa Open Web
Is een meertalige non-profit website die educatieve, wetenschappelijke, historische en diverse andere informatie publiceert, onder andere via Het Vrije Webblad.                                                                                                                                                                            Alle gepubliceerde artikelen zijn volledig gratis te lezen,  sommige vallen wel onder copyright.
CV van de beheerder:
Marc E.A. Uytdewilgen
Geboren te Blankenberge op 22 juli 1941, is de beheerder van Hermosa Open Web..               
Hij was de voormalige bedrijfsleider van Space Mirror Europe en is na het beëindigen van zijn beroepsactiviteiten, in januari 2018 auteur geworden en  schrijft onder pseudoniem Eduard Augustus, gebaseerd op zijn tweede en derde voornaam.                                                                        Zijn oeuvres worden vaak ook in het Engels, Frans en Duits gepubliceerd.               
Content - Inhoud